# ماسایا ناکامورا
ماسایا ناکامورا (انگلیسی: Masaya Nakamura؛ ۲۴ دسامبر ۱۹۲۵ – ۲۲ ژانویهٔ ۲۰۱۷) یک تهیه‌کننده و توسعه‌دهنده بازی‌های ویدئویی اهل ژاپن بود. او بنیان‌گذار شرکت نامکو بود که تحت رهبری او، در دهه‌های ۱۹۷۰ و ۸۰، به سومین شرکت بزرگ توسعه بازی‌های ویدئویی ژاپن تبدیل شد. او به ایجاد بخشی در کمپانی‌اش برای رشد بازی‌های آرکید کمک کرد که منجر به ساخت بازی‌های موفقی همچون پک-من شد. این بازی پرفروش‌ترین بازی آرکید سراسر جهان به‌حساب می‌آید. به همین دلیل او را پدر پک-من می‌خوانند.
او در سال ۲۰۰۲ و سه سال پیش از ادغام نامکو در باندای و تشکیل باندای نامکو انترتینمنت، از مدیریت اجرایی نامکو کناره گرفت و نقشی تشریفاتی در مدیریت شرکت پیدا کرد.